# ブリュープリンツ
『ブリュープリンツ』（原題：Belewprints: The Acoustic Adrian Belew Volume Two）は、アメリカ合衆国のミュージシャン、エイドリアン・ブリューが1997年に発表した、ソロ名義では11作目のスタジオ・アルバム。自身2作目のアコースティック・アルバムに当たる。

## 解説
「フリー・アズ・ア・バード」は、1996年にビートルズの新曲として発表されたジョン・レノンの曲のカヴァーで、本作のヴァージョンは1996年11月25日に行われたキング・クリムゾンのニューヨーク公演におけるライヴ録音を編集したものである。そして、同年12月より、ブリューの自宅において残りの曲のレコーディングが開始された。大部分の曲はボーカルも演奏もブリュー自身だが、「メン・イン・ヘリコプターズ」にはストリングス・カルテットが参加し、ブリューとクリスティン・ウィルキンソンがストリングス・アレンジを行った。
収録曲のうち2曲はキング・クリムゾン名義で発表した曲のセルフ・カヴァーで、「ケイジ」はEP『ヴルーム』（1994年）、「ダイナソー」はアルバム『スラック』（1995年）からの曲である。1997年12月にポニーキャニオンから発売された日本盤CDには「インナー・レヴォリューション」と「ブレイヴ・ニュー・ワールド」が収録され、アメリカ盤にはそれら2曲の代わりに「Young Lions」と「Everything」が収録された。
ティム・シェリダンはオールミュージックにおいて5点満点中3点を付け、一部の曲に関して「品質に疑問のあるミュージック・コンクレートで水増しされている」と批判する一方「残りの曲は上質である」と評している。

## 収録曲
特記なき楽曲はエイドリアン・ブリュー作。

### 日本盤
1. メン・イン・ヘリコプターズ - "Men in Helicopters" - 3:09
2. ケイジ - "Cage" (King Crimson) - 2:26
3. アイ・リメンバー・ハウ・トゥ・フォーゲット - "I Remember How to Forget" - 3:35
4. インナー・レヴォリューション - "Inner Revolution" - 3:10
5. ネヴァー・イナフ - "Never Enough" - 3:31
6. ブレイヴ・ニュー・ワールド - "Brave New World" - 2:50
7. シングス・ユー・ヒット・ウィズ・ア・スティック - "Things You Hit with a Stick" - 2:05
8. ビッグ・ブルー・サン - "Big Blue Sun" - 2:58
9. バッド・デイズ - "Bad Days" - 2:58
10. ワン・オブ・ゾーズ・デイズ - "One of Those Days" - 3:01
11. リターン・オブ・ザ・チキン - "Return of the Chicken" - 1:37
12. ダイナソー - "Dinosaur" (King Crimson) - 5:43
13. 1967 - "1967" - 5:36
14. フリー・アズ・ア・バード - "Free as a Bird" (John Lennon) - 3:18
15. ヌード・レスリング・ウィズ・ア・クリスマス・トゥリー - "Nude Wrestling with a Christmas Tree" - 2:06

### アメリカ盤・ヨーロッパ盤
1. "Men in Helicopters" - 3:09
2. "Cage" (King Crimson) - 2:26
3. "I Remember How to Forget" - 3:35
4. "Young Lions" - 3:08
5. "Never Enough" - 3:31
6. "Things You Hit with a Stick" - 2:05
7. "Everything" - 2:57
8. "Big Blue Sun" - 2:58
9. "Bad Days" - 2:58
10. "One of Those Days" - 3:01
11. "Return of the Chicken" - 1:37
12. "Dinosaur" (King Crimson) - 5:43
13. "1967" - 5:36
14. "Free as a Bird" (J. Lennon) - 3:10
15. "Nude Wrestling with a Christmas Tree" - 2:06